# Sigesbeckia
Sigesbeckia is een geslacht uit de composietenfamilie (Asteraceae). De soorten komen voor in de gematigde delen van Eurazië en in (sub)tropische streken van Afrika, Azië, Australië, Oceanië en Amerika.

## Soorten
- Sigesbeckia agrestis Poepp.
- Sigesbeckia australiensis D.L.Schulz
- Sigesbeckia flosculosa L'Hér.
- Sigesbeckia glabrescens (Makino) Makino
- Sigesbeckia jorullensis Kunth
- Sigesbeckia nudicaulis Standl. & Steyerm.
- Sigesbeckia orientalis L.
- Sigesbeckia pringlei D.L.Schulz
- Sigesbeckia pubescens (Makino) Makino
- Sigesbeckia repens B.L.Rob. & Greenm.
- Sigesbeckia serrata DC.